# Katipunan, Zamboanga del Norte
Katipunan là một đô thị cấp ba ở tỉnh Zamboanga del Norte, Philippines. Theo điều tra dân số năm 2000, đô thị này có dân số 37.448 người trong 7.576 hộ.

## Các đơn vị hành chính
Katipunan, về mặt hành chính, được chia thành 30 khu phố (barangay).
| - Balok - Barangay Dos (Pob.) - Barangay Uno (Pob.) - Basagan - Biniray - Bulawan - Carupay - Daanglungsod - Dabiak - Dr. Jose Rizal (Lower Mias) - Fimagas - Loyuran - Malasay - Malugas - Matam | - Mias - Miatan - Nanginan - New Tambo - Patik - San Antonio (Looy) - San Vicente - Sanao - Santo Niño - Seres - Seroan - Singatong - Sinuyak - Sitog - Tuburan |